# Pólipo (medicina)
En medicina, se llama pólipo al tumor pediculado o excrecencia blanda que en ocasiones llega a ser dura y de aspecto carnoso y nace en las membranas mucosas como la de la nariz, la garganta y el útero. 
A veces, ofrecen una textura fibrosa y se llaman pólipos fibroides. Los llamados pólipos mucosos presentan la consistencia y color de la mucosa en que están implantados y están cubiertos por el mismo epitelio que tapiza la cavidad (excepto los del conducto auditivo externo). 
En su mayoría están constituidos por glándulas mucosas preexistentes y por otras de nueva formación, de modo que en el concepto de la riqueza de sus elementos pueden ser comprendidos entre los adenomas puros (pólipos mucosos del recto en los niños) entre los anemosarcomas (muchos pólipos de la nariz), entre los fibromas edematosos y entre los mixosarcomas. 
La predisposición a los pólipos mucosos se extiende desde la infancia a los cincuenta años. En los niños, suelen localizarse en el recto y el intestino grueso. Desde la pubertad hasta los treinta y cinco años, en las fosas nasales. De los treinta y cinco a los cuarenta años, en el útero, y pueden ser el punto de partida para degeneraciones cancerosas. Todos los pólipos tienen gran tendencia a recidivar, especialmente los de la nariz. El tratamiento es quirúrgico. Los pólipos sarcomatosos, frecuentes en la matriz, son los más peligrosos.